# Gobius ateriformis
Gobius ateriformis är en fiskart som beskrevs av Alberto Brito och Miller 2001. Gobius ateriformis ingår i släktet Gobius och familjen smörbultsfiskar. Inga underarter finns listade i Catalogue of Life.